# A Manchester United FC 2020–2021-es szezonja
Ez a szócikk a Manchester United FC 2020–2021-es szezonjáról szól, amely a csapatnak sorozatban 46. volt az angol első osztályban és 29. a Premier League-ben.
A bajnokság negyedik fordulójában hazai pályán kapott ki a csapat a Tottenham Hotspurtől 6–1-re. A United a Premier Legaue története során harmadik alkalommal kapott egy mérkőzésen hat gólt és először fordult elő, hogy egy félidő alatt négyszer is a kapujába talált az ellenfél.
A bajnokság tizennegyedik fordulójában hazai pályán aratott győzelmet a csapat a Leeds United felett 6–2-es végeredménnyel. A találkozó első 3 percében két gólt szerző Scott McTominay lett a Premier League történelmének leggyorsabban duplázó játékosa.
A bajnokság huszonkettedik fordulójában hazai pályán a Southampton ellen 9–0-s győzelmet aratott a United, amely a klub legnagyobb arányú győzelme a Premier League 27 éves történelmében.
A Bajnokok Ligájában nem tudott továbbjutni a csapat a csoportkörből, így a nemzetközi kupaküzdelmeket az Európa-ligában folytathatta 2021 tavaszán. A második számú európai kupasorozatban a döntőig jutott a csapat, ott azonban alulmaradt a Villarreallal szemben.
2021. április 19-én a klub bejelentette hogy csatlakozik az újonnan alapult Európai Szuperligához, azonban a hatalmas szurkolói és média nyomásnak engedve a klub április 20-án visszalépett a szerveződő sorozattól.
2021. április 22-én a Manchester United hivatalos oldalán tudatta, hogy a klub elnöke, Ed Woodward lemondott posztjáról és a szezon végén távozik a klubtól.
A Manchester United lett a Premier League történelmének 3. csapata amely egy teljes szezonon keresztül veretlen volt idegenben.

## Előszezon
A 2020–2021-es szezont megelőzően a klub ismét részt vett felkészülési mérkőzéseken. A koronavírus-járvány miatti elcsúszott szezonkezdet következtében a United csak egyetlen mérkőzésen tudott pályára lépni. Szeptemberben találkozott a csapat az angol Aston Villával a Villa Parkban, ahol Ollie Watkins góljával a birminghami egyesület nyert.
| Dátum                | Ellenfél    | Helyszín   | Végeredmény | Góllövők | A meccs embere    | Nézőszám |
| -------------------- | ----------- | ---------- | ----------- | -------- | ----------------- | -------- |
| 2020. szeptember 12. | Aston Villa | Villa Park | 0-1         |          | Donny van de Beek | -        |

## Mezek

### Mezőnyjátékos mez
| Hazai | Vendég | Harmadik |

### Kapus mez
| Kapus 1 | Kapus 2 | Kapus 3 |

## Premier Leauge
A 2020–2021-es Premier League szezonja 2020. szeptember 12-én kezdődött, és 2021. május 23-án ért véget. A csapat első, Burnley elleni bajnoki mérkőzését az Angol labdarúgó-szövetség elhalasztotta a koronavírus-járvány miatt meghosszabbodott nemzetközi kupaszezon és az új szezon kezdete közötti kevés felkészülési idő miatt. A mérkőzést 2021. január 12-én játszották le. Az eredetileg május 2-ára rendezett Liverpool elleni rangadót az Angol labdarúgó-szövetség elhalasztotta, mivel a manchesteri szurkolók eltorlaszolták az Old Traffordra vezető utat, majd a stadionba is betörtek a Glazer család ellen irányuló tüntetés folyamán. A mérkőzést május 13-án pótolták.
| Dátum                | Ellenfél        | H / V | Végeredmény | Góllövők | A meccs embere    | Nézőszám | Helyezés |
| -------------------- | --------------- | ----- | ----------- | --- | ----------------- | -------- | -------- |
| 2020. szeptember 19. | Crystal Palace  | H     | 1-3         | van de Beek 80' |                   | -        | 16.      |
| 2020. szeptember 26. | Brighton        | V     | 3-2         | Dunk 43' (ög.), Rashford 55', Fernandes 90+10' (b.)                                                                            |                   | -        | 13.      |
| 2020. október 3.     | Spurs           | H     | 1–6         | Fernandes 2' (b.) |                   | -        | 16.      |
| 2020. október 17.    | Newcastle       | V     | 4-1         | Maguire 23', Fernandes 86', Wan-Bissaka 90', Rashford 90+6'                                                                    | Marcus Rashford   | -        | 14.      |
| 2020. október 24.    | Chelsea         | H     | 0-0         | |                   | -        | 15.      |
| 2020. október 31.    | Arsenal         | H     | 0-1         | |                   | -        | 15.      |
| 2020. november 7.    | Everton         | V     | 3-1         | Fernandes 25', 32', Cavani 90+5'                                                                                               | Bruno Fernandes   | -        | 13.      |
| 2020. november 21.   | West Brom       | H     | 1-0         | Fernandes 56' (b.) | Bruno Fernandes   | -        | 10.      |
| 2020. november 28.   | Southampton     | V     | 3-2         | Fernandes 59', Cavani 74', 90+2'                                                                                               | Edinson Cavani    | -        | 7.       |
| 2020. december 5.    | West Ham        | V     | 3-1         | Pogba 65', Greenwood 68', Rashford 78'                                                                                         | Bruno Fernandes   | 2000     | 4.       |
| 2020. december 12.   | Manchester City | H     | 0-0         | | Bruno Fernandes   | -        | 6.       |
| 2020. december 17.   | Sheffield       | V     | 3-2         | Rashford 26', 51', Martial 33'                                                                                                 | Marcus Rashford   | -        | 6.       |
| 2020. december 20.   | Leeds           | H     | 6-2         | McTominay 2', 3', Fernandes 20', 70' (b.), Lindelöf 37', James 66'                                                             | Scott McTominay   | -        | 3.       |
| 2020. december 26.   | Leicester       | V     | 2-2         | Rashford 23', Fernandes 79' | Bruno Fernandes   | -        | 3.       |
| 2020. december 28.   | Wolves          | H     | 1-0         | Rashford 90+3' | Marcus Rashford   | -        | 2.       |
| 2021. január 1.      | Aston Villa     | H     | 2-1         | Martial 40', Fernandes 61' (b.)                                                                                                | Eric Bailly       | -        | 2.       |
| 2021. január 12.     | Burnley         | V     | 1–0         | Pogba 71' | Paul Pogba        | -        | 1.       |
| 2021. január 17.     | Liverpool       | V     | 0-0         | | Luke Shaw         | -        | 1.       |
| 2021. január 20.     | Fulham          | V     | 2-1         | Cavani 21', Pogba 71' | Paul Pogba        | -        | 1.       |
| 2021. január 27.     | Sheffield       | H     | 1–2         | Maguire 64' |                   | -        | 2.       |
| 2021. január 30.     | Arsenal         | V     | 0-0         | |                   | -        | 2.       |
| 2021. február 2.     | Southampton     | H     | 9-0         | Wan-Bissaka 18', Rashford 25', Bednarek 34' (ÖG), Cavani 39", Martial 69", 90', McTominay 71', Fernandes 87' (b.), James 90+3' | Aaron Wan-Bissaka | -        | 2.       |
| 2021. február 6.     | Everton         | H     | 3-3         | Cavani 24', Fernandes 45', McTominay 70'                                                                                       |                   | -        | 2.       |
| 2021. február 13.    | West Brom       | V     | 1-1         | Fernandes 44' | Bruno Fernandes   | -        | 2.       |
| 2021. február 20.    | Newcastle       | H     | 3-1         | Rashford 30', James 57', Fernandes 75' (b.)                                                                                    |                   | -        | 2.       |
| 2021. február 28.    | Chelsea         | V     | 0-0         | | David de Gea      | -        | 2.       |
| 2021. március 3.     | Crystal Palace  | V     | 0-0         | |                   | -        | 2.       |
| 2021. március 6.     | Manchester City | V     | 2-0         | Fernandes 2' (b.), Shaw 50' | Luke Shaw         | -        | 2.       |
| 2021. március 13.    | West Ham        | H     | 1-0         | Dawson 53' (ög.) | Dean Henderson    | -        | 2.       |
| 2021. április 4.     | Brighton        | H     | 2-1         | Rashford 63', Greenwood 83' |                   | -        | 2.       |
| 2021. április 10.    | Spurs           | V     | 3-1         | Fred 57', Cavani 79', Greenwood 90+6'                                                                                          | Edinson Cavani    | -        | 2.       |
| 2021. április 17.    | Burnley         | H     | 3-1         | Greenwood 48', 84', Cavani 90+3'                                                                                               | Mason Greenwood   | -        | 2.       |
| 2021. április 24.    | Leeds           | V     | 0-0         | |                   | -        | 2.       |
| 2021. május 8.       | Aston Villa     | V     | 3–1         | Fernandes 52' (bün.), Greenwood 56', Cavani 87'                                                                                |                   | -        | 2.       |
| 2021. május 11.      | Leicester       | H     | 1–2         | Greenwood 15' |                   | -        | 2.       |
| 2021. május 13.      | Liverpool       | H     | 2–4         | Fernandes 10', Rashford 68' |                   | -        | 2.       |
| 2021. május 15.      | Fulham          | H     | 1–1         | Cavani 15' |                   | 10000    | 2.       |
| 2021. május 23.      | Wolves          | V     | 2–1         | Elanga 13', Mata 45+4' (bün.)                                                                                                  |                   | -        | 2.       |

1. ↑  A helyezés közvetlenűl a mérkőzés után rögzíve

### Bajnoki tabella
| Hely. | Csapat              | M  | Gy | D  | V  | G+ | G– | Gk  | P  | Továbbjutás vagy kiesés    |
| ----- | ------------------- | -- | -- | -- | -- | -- | -- | --- | -- | -------------------------- |
| 1.    | Manchester City (B) | 38 | 27 | 5  | 6  | 83 | 32 | +51 | 86 | Bajnokok Ligája-csoportkör |
| 2.    | Manchester United   | 38 | 21 | 11 | 6  | 73 | 44 | +29 | 74 | Bajnokok Ligája-csoportkör |
| 3.    | Liverpool CV        | 38 | 20 | 9  | 9  | 68 | 42 | +26 | 69 | Bajnokok Ligája-csoportkör |
| 4.    | Chelsea             | 38 | 19 | 10 | 9  | 58 | 36 | +22 | 67 | Bajnokok Ligája-csoportkör |
| 5.    | Leicester City (C)  | 38 | 20 | 6  | 12 | 68 | 50 | +18 | 66 | Európa-liga-csoportkör     |

## Bajnokok Ligája

### Csoportkör
A Bajnokok Ligája 2020-2021-es kiírásának csoportkörét 2020. október 1-jén sorsolták ki Genfben. A csoportkörben a Manchester United a francia Paris Saint-Germainnel a német Leipziggel és a török İstanbul Başakşehirrel került egy négyesbe, a H csoportba.
Az első fordulóban a United Párizsban, a PSG vendégeként lépett pályára. A találkozón Bruno Fernandes büntetőből szerzett vezetést a Unitednek, majd a második félidő elején Martial öngóljával egyenlített a hazai csapat. A 87. percben Rashford szerezte meg a győztes gólt.
A második fordulóban a Manchester hazai pályán fogadta az RB Leipzig csapatát. A félidőben Greenwood góljával egygólos előnyben voltak a hazaiak, majd a mérkőzés hajrájában a csereként beálló és mesterhármast szerző Rashford vezérletével fölényes, 5-0-s győzelmet arattak.
A harmadik fordulóban a Manchester a török İstanbul Başakşehir otthonába látogatott. A mérkőzést Anthony Martial szépítő találata ellenére a hazai csapat nyerte 2-1-re.
A negyedik fordulóban a United ismét a török İstanbul Başakşehirrel találkozott az Old Traffordon, ahol a "Vörös Ördögök"  Bruno Fernandes duplája, Marcus Rashford büntetője és Daniel James a hosszabbításban lőtt gólja révén 4-1-re nyertek.
December 2-án hazai pályán 3–1-es vereséget szenvedett a csapat a Paris Saint-Germain ellen, miután több nagy helyzetet is kihagyott, valamint Fred kiállítása miatt a második félidő közepén emberhátrányba is került a csapat.
A csoportkör utolsó fordulójában Licsébe utazott a csapat, ahol az Leipzig hamar kétgólos előnyre tett szert Angeliño és Amadou Haidara találataival. A németek a mérkőzésen már három góllal is vezettek és bár a Unted szépített Fernandes és Pogba révén, egyenlíteni nem sikerült, így kiesett a kupa további küzdelmeiből.
| Dátum              | Ellenfél            | H / V | Végeredmény | Góllövők                                                  | A meccs embere  | Nézőszám | Helyezés |
| ------------------ | ------------------- | ----- | ----------- | --------------------------------------------------------- | --------------- | -------- | -------- |
| 2020. október 20.  | Paris Saint-Germain | V     | 2–1         | Fernandes 23' (b.), Rashford 87'                          | David de Gea    | -        | 2.       |
| 2020. október 28.  | Leipzig             | H     | 5–0         | Greenwood 21', Rashford 74', 78', 90+2', Martial 87' (b.) | Marcus Rashford | -        | 1.       |
| 2020. november 4.  | İstanbul Başakşehir | V     | 1–2         | Martial 43'                                               |                 | -        | 1.       |
| 2020. november 24. | İstanbul Başakşehir | H     | 4–1         | Fernandes 7', 19', Rashford 35' (b.), James 90+2'         | Bruno Fernandes | -        | 1.       |
| 2020. december 2.  | Paris Saint-Germain | H     | 1–3         | Rashford 32'                                              |                 | -        | 2.       |
| 2020. december 8.  | Leipzig             | V     | 2–3         | Fernandes 80' (bün.), Pogba 82'                           |                 | -        | 3.       |

#### H-csoport
| Hely | Csapat              | M | Gy | D | V | G+ | G- | GK  | P  | Továbbjutás                                |
| ---- | ------------------- | - | -- | - | - | -- | -- | --- | -- | ------------------------------------------ |
| 1.   | Paris Saint-Germain | 6 | 4  | 0 | 2 | 13 | 6  | +7  | 12 | Továbbjutott az egyenes kieséses szakaszba |
| 2.   | Leipzig             | 6 | 4  | 0 | 2 | 11 | 12 | -1  | 12 | Továbbjutott az egyenes kieséses szakaszba |
| 3.   | Manchester United   | 6 | 3  | 0 | 3 | 15 | 10 | +5  | 9  | Átkerült az Európa-ligába                  |
| 4.   | İstanbul Başakşehir | 6 | 1  | 0 | 5 | 7  | 18 | -11 | 3  | Kiesett                                    |

## Európa-liga

### Egyenes kieséses szakasz
Az egyenes kieséses szakaszba az Európa-liga csoportjainak első két helyezettjei, valamint a Bajnokok Ligája csoportjainak harmadik helyezettjei jutottak be. Miután a United a Bajnokok Ligája H csoportjának a 3. helyén zárt, átkerült az Európa-ligába. A december 14-ei sorsoláson a spanyol Real Sociedad lett a csapat következő ellenfele. Az első mérkőzést 2021. február 18-án a spanyol korlátozási szabályok miatt az olasz Juventus Stadionban, majd a visszavágót február 25-én az Old Traffordon játszották. 4-0-ás összesítéssel a manchesteri csapat jutott a  nyolcaddöntőbe. A nyolcaddöntő sorsolását február 26-án tartották. A United az olasz Serie A-ban szereplő AC Milan csapatát kapta ellenfélül. Az első mérkőzést március 11-én az Old Traffordon, a visszavágót március 18-án a San Siroban játszották. Összesítésben 2-1-gyel a Manchester United jutott a negyeddöntőbe. A negyeddöntő sorsolását március 19-én tartották, ahol a manchesteri alakulat a spanyol Granada csapatát kapta. Az első mérkőzést április 8-án a Los Cármenesben, a visszavágót április 15-én az Old Traffordon játszották. 4-0-ás összesítésben a United jutott az elődöntőbe, ahol az olasz AS Roma csapatát kapta ellenfélül. Az első mérkőzést 6-2-re fölényesen nyerte Solskjaer csapata hazai pályán, majd a visszavágón ugyan egygólos vereséget szenvedett (2-3) Olaszországban, de így is bejutott a sorozat döntőjébe, ahol a spanyol Villarreallal mérkőzött meg a kupáért. A döntőt május 26-án a lengyel Stadion Energaban játszották Gdańskban. A találkozó első félidejében Gerard Moreno szerzett vezetést csapatának, Edinson Cavani az 55. percben egyenlített. A rendes játékidőben már nem esett több gól, ahogy a hosszabbításban sem, így tizenegyesekkel dőlt el az Európa-liga. A büntetőpárbajt a Villarreal nyerte, a mindent eldöntő találatot a kapus Gerónimo Rulli szerezte, majd hárította David de Gea próbálkozását, így győzelemhez segítve csapatát.
| Dátum             | Ellenfél      | Forduló                      | H / V            | Végeredmény      | Góllövők                                                          | A meccs embere  | Nézőszám |
| ----------------- | ------------- | ---------------------------- | ---------------- | ---------------- | ----------------------------------------------------------------- | --------------- | -------- |
| 2021. február 18. | Real Sociedad | A legjobb 32 (első mérkőzés) | Juventus Stadion | 4-0              | Fernandes 27', 57', Rashford 64', James 90'                       | Bruno Fernandes | -        |
| 2021. február 25. | Real Sociedad | A legjobb 32 (visszavágó)    | H                | 0-0              |                                                                   | Nemanja Matić   | -        |
| 2021. március 11. | AC Milan      | Nyolcaddöntő (első mérkőzés) | H                | 1-1              | Diallo 50'                                                        | Amad Diallo     | -        |
| 2021. március 18. | AC Milan      | Nyolcaddöntő (visszavágó)    | V                | 1-0              | Pogba 48'                                                         | Paul Pogba      | -        |
| 2021. április 8   | Granada       | Negyeddöntő (első mérkőzés)  | V                | 2-0              | Rashford 31', Fernandes 90' (b.)                                  | Victor Lindelöf | -        |
| 2021. április 15. | Granada       | Negyeddöntő (visszavágó)     | H                | 2-0              | Cavani 6', Vallejo 90' (ög.)                                      | Edinson Cavani  | -        |
| 2021. április 29. | AS Roma       | Elődöntő (első mérkőzés)     | H                | 6-2              | Fernandes 9', 71' (b.), Cavani 48', 64', Pogba 75', Greenwood 86' | Edinson Cavani  | -        |
| 2021. május 6.    | AS Roma       | Elődöntő (visszavágó)        | V                | 2-3              | Cavani 39', 68',                                                  | David de Gea    | -        |
| 2021. május 26.   | Villarreal    | Döntő                        | Stadion Energa   | 1–1 hu. (10–11b) | Cavani 55'                                                        |                 | 9412     |

## EFL Ligakupa
A Ligakupa 3. fordulójának sorsolását 2020. szeptember 15-én tartották, a Manchester United a Championshipben szereplő Luton Town csapatát kapta ellenfélnek. A két csapat ezt megelőzően még sosem találkozott egymással. A mérkőzést szeptember 22-én a Kenilworth Roadon rendezték meg, a United 3-0-s győzelemmel távozott miután Juan Mata, Marcus Rashford és Mason Greenwood is betalált a londoni csapat ellen. A 4. fordulóban a Manchester United a  Brighton csapatát kapta ellenfélnek. A mérkőzést 2020. szeptember 28-án rendezték meg a Withdean Stadiumban, ahol a United fölényes 3-0-s győzelemmel jutott tovább az 5. fordulóba.  Az 5. forduló sorsolását október 1-én tartották ahol a United a Everton csapatát kapta ellenfélnek. A mérkőzést 2020. december 23-án rendezték meg a Goodison Parkban, ahol a United Edinson Cavani és Anthony Martial góljával 2-0-ás sikert ért el ezzel az elődöntőbe kvalifikálta magát a csapat, ahol a városi rivális Manchester City csapatát kapta ellenfélnek. a mérkőzést az Old Traffordon játszották 2021. január 6-án. A mérkőzés Manchester City sikerrel zárult, így a Vörös Ördögok nem jutottak be a Ligakupa döntőjébe.
| Dátum                | Forduló    | Ellenfél        | H / V | Végeredmény | Góllövők                                   | A meccs embere    | Nézőszám |
| -------------------- | ---------- | --------------- | ----- | ----------- | ------------------------------------------ | ----------------- | -------- |
| 2020. szeptember 22. | 3. forduló | Luton Town      | V     | 3-0         | Mata 44' (b.), Rashford 88', Greenwood 90' | Donny van de Beek | -        |
| 2020. szeptember 30. | 4. forduló | Brighton        | V     | 3-0         | McTominay 44', Mata 73', Pogba 80'         | Juan Mata         | -        |
| 2020. december 23.   | 5. forduló | Everton         | V     | 2-0         | Cavani 88', Martial 90+6'                  | Edinson Cavani    | -        |
| 2021. január 6.      | Elődöntő   | Manchester City | H     | 0-2         |                                            |                   | -        |

## FA-kupa
Az FA-kupa 3. fordulójának sorsolását 2020. november 30-án tartották, a Manchester United a Championshipben szereplő Watford csapatát kapta ellenfélnek. A mérkőzést 2021. január 9-én az Old Traffordon rendezték meg. A mérkőzés Scott McTominay korai góljának köszönhetően 1-0-s sikerrel ért véget. A 4. forduló sorsolását január 11-én tartották ahol a United a nagy rivális Liverpool csapatát kapta. A mérkőzést 2021. január 24-én játszották az Old Traffordon, ahol a mérkőzés manchesteri győzelemmel ért véget. A találkozó első gólját a Liverpool szerezte Mohamed Szaláh révén, azonban a United Mason Greenwood és Marcus Rashford góljaival megfordította az eredményt. Ugyan Szaláh ezt követően még egyenlíteni tudott újabb góljával, a csereként beálló Bruno Fernandes azonban szabadrúgásból megszerezte a győztes gólt, és a hazaiak jutottak tovább. A Manchester United 2018 márciusa óta először győzte le a Liverpoolt tétmérkőzésen. Az 5. fordulóban a csapat a szintén első osztályú West Ham Unitedet kapta a sorsoláson. A mérkőzést február 10-én játszották az Old Traffordon. A mérkőzés United sikerrel zárult, miután a skót középpályás, Scott McTominay a hosszabbítás során a kapuba talált. A negyeddöntő sorsolását 2021. február 11-én tartották, ahol a United a Leicester City csapatát kapta ellenfélnek. A mérkőzést a King Power Stadionban játszották március 20-án, amely mérkőzés 1-3-as végeredménnyel zárult, így a manchesteri alakulat búcsúzott az FA Kupa küzdelmeiből.
| Dátum             | Forduló     | Ellenfél        | H / V | Végeredmény | Góllövők                                   | A meccs embere  | Nézőszám |
| ----------------- | ----------- | --------------- | ----- | ----------- | ------------------------------------------ | --------------- | -------- |
| 2021. január 9.   | 3. forduló  | Watford         | H     | 1–0         | McTominay 5'                               | Scott McTominay | -        |
| 2021. január 24.  | 4. forduló  | Liverpool       | H     | 3–2         | Greenwood 26', Rashford 48', Fernandes 78' | Bruno Fernandes | -        |
| 2021. február 9.  | 5. forduló  | West Ham United | H     | 1-0 (H.U.)  | McTominay 97'                              | Scott McTominay | -        |
| 2021. március 20. | Negyeddöntő | Leicester City  | V     | 1-3         | Greenwood 38'                              |                 | -        |

## Átigazolások

### Érkezők
| Dátum               | Poszt | Név               | Honnan              | Ár                | Forrás        |
| ------------------- | ----- | ----------------- | ------------------- | ----------------- | ------------- |
| 2020. szeptember 2. | KP    | Donny van de Beek | Ajax                | 35 millió font    | [ 56 ]        |
| 2020. október 5.    | V     | Alex Telles       | Porto               | 15 millió font    | [ 58 ]        |
| 2020. október 5.    | CS    | Edinson Cavani    | Paris Saint-Germain | Ingyen igazolható | [ 60 ]        |
| 2020. október 5.    | CS    | Facundo Pellistri | Peñarol             | 10 millió font    | [ 61 ]        |
| 2021. január 7.     | CS    | Amad Diallo       | Atalanta            | 40 millió font    | [ 62 ] [ 63 ] |

Összes kiadás:  €100 Millió

### Távozók
| Dátum                | Poszt       | Név                       | Hova                                                       | Ár                                                         | F.     |
| -------------------- | ----------- | ------------------------- | ---------------------------------------------------------- | ---------------------------------------------------------- | ------ |
| 2020. június 30.     | védő        | Cameron Borthwick-Jackson | Lejárt a szerződése az Oldham Athletichez csatlakozott.    | Lejárt a szerződése az Oldham Athletichez csatlakozott.    | [ 65 ] |
| 2020. június 30.     | kaus        | Alex Fojtíček             | Lejárt a szerződése a Blackpoolhoz csatlakozott.           | Lejárt a szerződése a Blackpoolhoz csatlakozott.           | [ 65 ] |
| 2020. június 30.     | középpályás | Ethan Hamilton            | Lejárt a szerződése a Peterborough Unitedhez csatlakozott. | Lejárt a szerződése a Peterborough Unitedhez csatlakozott. | [ 65 ] |
| 2020. június 30.     | védő        | Demetri Mitchell          | Lejárt a szerződése a Blackpoolhoz csatlakozott.           | Lejárt a szerződése a Blackpoolhoz csatlakozott.           | [ 65 ] |
| 2020. június 30.     | kapus       | Kieran O’Hara             | Lejárt a szerződése a Burton Albionhoz csatlakozott.       | Lejárt a szerződése a Burton Albionhoz csatlakozott.       | [ 65 ] |
| 2020. június 30.     | csatár      | Largie Ramazani           | Lejárt a szerződése az Almeríahoz csatlakozott.            | Lejárt a szerződése az Almeríahoz csatlakozott.            | [ 65 ] |
| 2020. június 30.     | védő        | George Tanner             | Lejárt a szerződése a Carlisle Unitedhez csatlakozott.     | Lejárt a szerződése a Carlisle Unitedhez csatlakozott.     | [ 65 ] |
| 2020. június 30.     | középpályás | Aidan Barlow              | Lejárt a szerződése                                        | Lejárt a szerződése                                        | [ 65 ] |
| 2020. június 30.     | középpályás | Dion McGhee               | Lejárt a szerződése                                        | Lejárt a szerződése                                        | [ 65 ] |
| 2020. június 30.     | középpályás | Angel Gomes               | Lejárt a szerződése a Lillehez csatlakozott.               | Lejárt a szerződése a Lillehez csatlakozott.               | [ 73 ] |
| 2020. július 23.     | védő        | Ben Hockenhull            | Brentford                                                  | Nem nyilvános                                              | [ 74 ] |
| 2020. augusztus 6.   | csatár      | Alexis Sánchez            | Internazionale                                             | Ingyen                                                     | [ 75 ] |
| 2020. szeptember 4.  | védő        | Oliver Denham             | Cardiff City                                               | Ingyen                                                     | [ 76 ] |
| 2020. szeptember 11. | csatár      | Ayodeji Sotona            | Lejárt a szerződése a Nicehez csatlakozott.                | Lejárt a szerződése a Nicehez csatlakozott.                | [ 78 ] |
| 2020. október 5.     | védő        | Chris Smalling            | Roma                                                       | 15 millió euró                                             | [ 80 ] |
| 19 November 2020     | védő        | Owen Dodgson              | Burnley                                                    | Nem nyílvános                                              | [ 81 ] |
| 19 November 2020     | védő        | Calen Gallagher-Allison   | Burnley                                                    | Nem nyílvános                                              | [ 81 ] |
| 2021. Január 4.      | középpályás | Max Haygarth              | Brentford                                                  | Nem nyilvános                                              | [ 82 ] |
| 2021. Január 8.      | középpályás | Luca Ercolani             | Carpi                                                      | Nem nyilvános                                              | [ 83 ] |
| 2021. Január 13.     | Védő        | Timothy Fosu-Mensah       | Bayer Leverkusen                                           | Nem nyilvános                                              | [ 84 ] |
| 2021. január 25.     | Védő        | Łukasz Bejger             | Śląsk Wrocław                                              | Nem nyilvános                                              | [ 85 ] |
| 2021. február 2.     | Védő        | Marcos Rojo               | Boca Juniors                                               | Nem nyílvános                                              | [ 86 ] |

Összes bevétel:  €15 Millió

### Kölcsönben távozók
| -tól                 | -ig              | Poszt       | Név                 | Hova              | Forrás  |
| -------------------- | ---------------- | ----------- | ------------------- | ----------------- | ------- |
| 2020. augusztus 16.  | 2021. június 30. | középpályás | Tahith Chong        | Werder Bremen     | [ 87 ]  |
| 2020. augusztus 17.  | 2021. június 30. | középpályás | Aliou Traoré        | Caen              | [ 88 ]  |
| 2020. augusztus 28.  | 2021. június 30. | kapus       | Matěj Kovář         | Swindon Town      | [ 89 ]  |
| 2020. augusztus 29.  | 2021. június 30. | kapus       | Joel Castro Pereira | Huddersfield Town | [ 90 ]  |
| 2020. szeptember 8.  | 2021. június 30. | középpályás | Dylan Levitt        | Charlton Athletic | [ 91 ]  |
| 2020. szeptember 18. | 2021. június 30. | középpályás | James Garner        | Watford           | [ 92 ]  |
| 2020. október 1.     | 2021. június 30. | középpályás | Andreas Pereira     | Lazio             | [ 93 ]  |
| 2020. október 4.     | 2021. június 30. | védő        | Diogo Dalot         | AC Milan          | [ 94 ]  |
| 2020. október 16.    | 2021. január     | védő        | Di'Shon Bernard     | Salford City      | [ 95 ]  |
| 2020. október 16.    | 2021. január     | középpályás | Max Haygarth        | Brentford B       | [ 96 ]  |
| 2020. október 16.    | 2021. január 15  | Kapus       | Jacob Carney        | Portadown         | [ 97 ]  |
| 2021. január 8.      | A szezon végéig  | Védő        | Ethan Laird         | MK Dons           | [ 98 ]  |
| 2021. január 15.     | A szezon végéig  | Kapus       | Jacob Carney        | Portadown         | [ 97 ]  |
| 2021. január 29.     | A szezon végéig  | Középpályás | Jesse Lingard       | West Ham United   | [ 99 ]  |
| 2021. január 30.     | A szezon végéig  | Középpályás | James Garner        | Nottingham Forest | [ 100 ] |
| 2021. január 30.     | A szezon végéig  | Csatár      | Tahith Chong        | Club Brugge       | [ 101 ] |
| 2021. január 31      | A szezon végéig  | Középpályás | Facundo Pellistri   | Deportivo Alavés  | [ 102 ] |
| 2021. február 1.     | A szezon végéig  | Védő        | Teden Mengi         | Derby County      | [ 103 ] |
| 2021. február 15.    | A szezon végéig  | Középpályás | Dylan Levitt        | Istra 1961        | [ 104 ] |

## Statisztika
| Mezszám | Poszt | Név                 | Bajnokság     | Bajnokság | FA-kupa       | FA-kupa | Ligakupa      | Ligakupa | Nemzetközi kupa | Nemzetközi kupa | Összesen      | Összesen | Lapok | Lapok |
| Mezszám | Poszt | Név                 | Pályára lépés | Gól       | Pályára lépés | Gól     | Pályára lépés | Gól      | Pályára lépés   | Gól             | Pályára lépés | Gól      |       |       |
| ------- | ----- | ------------------- | ------------- | --------- | ------------- | ------- | ------------- | -------- | --------------- | --------------- | ------------- | -------- | ----- | ----- |
| 1       | GK    | David de Gea        | 26            | 0         | 0             | 0       | 0             | 0        | 10              | 0               | 36            | 0        | 0     | 0     |
| 2       | DF    | Victor Lindelöf     | 29            | 1         | 3             | 0       | 2             | 0        | 11              | 0               | 45            | 1        | 4     | 0     |
| 3       | DF    | Eric Bailly         | 10(2)         | 0         | 1             | 0       | 3             | 0        | 5               | 0               | 19(2)         | 0        | 4     | 0     |
| 4       | DF    | Phil Jones          | 0             | 0         | 0             | 0       | 0             | 0        | 0               | 0               | 0             | 0        | 0     | 0     |
| 5       | DF    | Harry Maguire (c)   | 34            | 2         | 3(1)          | 0       | 3             | 0        | 11              | 0               | 51(1)         | 2        | 15    | 0     |
| 6       | MF    | Paul Pogba          | 21(5)         | 3         | 2             | 0       | 2(1)          | 1        | 6(5)            | 2               | 31(11)        | 6        | 8     | 0     |
| 7       | FW    | Edinson Cavani      | 13(13)        | 10        | 1(2)          | 0       | 1             | 1        | 6(3)            | 6               | 21(18)        | 17       | 5     | 0     |
| 8       | MF    | Juan Mata           | 6(3)          | 1         | 1             | 0       | 2             | 2        | 1(5)            | 0               | 10(8)         | 3        | 0     | 0     |
| 9       | FW    | Anthony Martial     | 17(5)         | 4         | 2(2)          | 0       | 1(1)          | 1        | 7(1)            | 2               | 27(9)         | 7        | 1     | 1     |
| 10      | FW    | Marcus Rashford     | 33(4)         | 11        | 2(1)          | 1       | 1(3)          | 1        | 10(3)           | 8               | 46(11)        | 21       | 4     | 0     |
| 11      | FW    | Mason Greenwood     | 21(10)        | 7         | 4             | 2       | 1(2)          | 1        | 10(4)           | 2               | 36(16)        | 12       | 2     | 0     |
| 12      | DF    | Chris Smalling      | 0             | 0         | 0             | 0       | 0             | 0        | 0               | 0               | 0             | 0        | 0     | 0     |
| 13      | GK    | Lee Grant           | 0             | 0         | 0             | 0       | 0             | 0        | 0               | 0               | 0             | 0        | 0     | 0     |
| 14      | MF    | Jesse Lingard       | 0             | 0         | 1             | 0       | 1(1)          | 0        | 0               | 0               | 2(1)          | 0        | 0     | 0     |
| 15      | MF    | Andreas Pereira     | 0             | 0         | 0             | 0       | 0             | 0        | 0               | 0               | 0             | 0        | 0     | 0     |
| 16      | DF    | Marcos Rojo         | 0             | 0         | 0             | 0       | 0             | 0        | 0               | 0               | 0             | 0        | 0     | 0     |
| 17      | MF    | Fred                | 27(3)         | 1         | 2(1)          | 0       | 3             | 0        | 10(2)           | 0               | 42(6)         | 1        | 9     | 1     |
| 18      | MF    | Bruno Fernandes     | 35(2)         | 18        | 0(3)          | 1       | 2(1)          | 0        | 14(1)           | 9               | 51(7)         | 28       | 7     | 0     |
| 19      | MF    | Amad Diallo         | 2(1)          | 0         | 0(1)          | 0       | 0             | 0        | 0(4)            | 1               | 2(6)          | 1        | 0     | 0     |
| 20      | DF    | Diogo Dalot         | 0             | 0         | 0             | 0       | 1             | 0        | 0               | 0               | 1             | 0        | 0     | 0     |
| 21      | MF    | Daniel James        | 11(4)         | 3         | 1             | 0       | 1             | 0        | 5(4)            | 2               | 18(8)         | 5        | 3     | 0     |
| 22      | GK    | Sergio Romero       | 0             | 0         | 0             | 0       | 0             | 0        | 0               | 0               | 0             | 0        | 0     | 0     |
| 23      | DF    | Luke Shaw           | 30(2)         | 1         | 1(2)          | 0       | 1(1)          | 0        | 9(1)            | 0               | 41(6)         | 1        | 13    | 0     |
| 24      | DF    | Timothy Fosu-Mensah | 1             | 0         | 0             | 0       | 0             | 0        | 0(2)            | 0               | 1(2)          | 0        | 1     | 0     |
| 25      | FW    | Odion Ighalo        | 0(1)          | 0         | 0             | 0       | 2             | 0        | 0(1)            | 0               | 2(2)          | 0        | 0     | 0     |
| 26      | GK    | Dean Henderson      | 12(1)         | 0         | 4             | 0       | 4             | 0        | 5               | 0               | 25(1)         | 0        | 3     | 0     |
| 27      | DF    | Alex Telles         | 8(1)          | 0         | 3             | 0       | 1             | 0        | 8(3)            | 0               | 20(4)         | 0        | 1     | 0     |
| 28      | MF    | Facundo Pellistri   | 0             | 0         | 0             | 0       | 0             | 0        | 0               | 0               | 0             | 0        | 0     | 0     |
| 29      | DF    | Aaron Wan-Bissaka   | 34            | 2         | 3             | 0       | 2             | 0        | 15              | 0               | 54            | 2        | 4     | 0     |
| 30      | GK    | Nathan Bishop       | 0             | 0         | 0             | 0       | 0             | 0        | 0               | 0               | 0             | 0        | 0     | 0     |
| 31      | MF    | Nemanja Matić       | 12(8)         | 0         | 2(1)          | 0       | 2             | 0        | 6(5)            | 0               | 22(14)        | 0        | 4     | 0     |
| 33      | DF    | Brandon Williams    | 2(2)          | 0         | 1(1)          | 0       | 2             | 0        | 0(6)            | 0               | 5(9)          | 0        | 2     | 0     |
| 34      | MF    | Donny van de Beek   | 4(15)         | 1         | 4             | 0       | 3(1)          | 0        | 4(5)            | 0               | 15(21)        | 1        | 1     | 0     |
| 37      | MF    | James Garner        | 0             | 0         | 0             | 0       | 0             | 0        | 0               | 0               | 0             | 0        | 0     | 0     |
| 38      | DF    | Axel Tuanzebe       | 4(5)          | 0         | 1             | 0       | 1             | 0        | 3(5)            | 0               | 9(10)         | 0        | 7     | 0     |
| 39      | MF    | Scott McTominay     | 25(7)         | 4         | 2(2)          | 2       | 2             | 1        | 9(2)            | 0               | 38(11)        | 7        | 7     | 0     |
| 40      | GK    | Joel Castro Pereira | 0             | 0         | 0             | 0       | 0             | 0        | 0               | 0               | 0             | 0        | 0     | 0     |
| 43      | DF    | Teden Mengi         | 0             | 0         | 0             | 0       | 0             | 0        | 0               | 0               | 0             | 0        | 0     | 0     |
| 44      | FW    | Tahith Chong        | 0             | 0         | 0             | 0       | 0             | 0        | 0               | 0               | 0             | 0        | 0     | 0     |
| 46      | MF    | Hannibal Medzsbrí   | 0(1)          | 0         | —             | —       | —             | —        | 0               | 0               | 0(1)          | 0        | 0     | 0     |
| 48      | DF    | Will Fish           | 0(1)          | 0         | 0             | 0       | 0             | 0        | 0               | 0               | 0(1)          | 0        | 0     | 0     |
| 56      | FW    | Anthony Elanga      | 2             | 1         | —             | —       | —             | —        | 0               | 0               | 2             | 1        | 0     | 0     |
| 60      | GK    | Ondřej Mastný       | 0             | 0         | 0             | 0       | 0             | 0        | 0               | 0               | 0             | 0        | 0     | 0     |
| 74      | FW    | Shola Shoretire     | 0(2)          | 0         | 0             | 0       | —             | —        | 0(1)            | 0               | 0(3)          | 0        | 0     | 0     |
| Öngól   | Öngól | Öngól               | —             | 3         | —             | 0       | —             | 0        | —               | 2               | —             | 5        | —     | —     |

### Nemzetközi mérkőzések
A Manchester United a 2020-21-es Bajnokok ligájában a H csoportban a 3. helyen zárt amivel kiesett az Európa Ligába.
| Sorozat                       | Forduló                       | Klub                          | 1. mérkőzés    | 2. mérkőzés    | Össz.      | F.             |
| ----------------------------- | ----------------------------- | ----------------------------- | -------------- | -------------- | ---------- | -------------- |
| 2020/21-es Bajnokok ligája    | H Csoport                     | Paris Saint-Germain           | 2–1            | 1–3            | 3. hely    | [ 21 ]         |
| 2020/21-es Bajnokok ligája    | H Csoport                     | RB Leipzig                    | 5–0            | 2-3            | 3. hely    | [ 21 ]         |
| 2020/21-es Bajnokok ligája    | H Csoport                     | İstanbul Başakşehir           | 1–2            | 4–1            | 3. hely    | [ 21 ]         |
| Gólok összesen (Gólkülönbség) | Gólok összesen (Gólkülönbség) | Gólok összesen (Gólkülönbség) | 15-10 (+5)     | 15-10 (+5)     | 15-10 (+5) | 15-10 (+5)     |
| 2020/21-es Európa-Liga        | Legjobb 32                    | Real Sociedad                 | 4-0            | 0-0            | 4-0        | [ 28 ]         |
| 2020/21-es Európa-Liga        | Nyolcaddöntő                  | AC Milan                      | 1-1            | 1-0            | 2-1        | [ 32 ]         |
| 2020/21-es Európa-Liga        | Negyeddöntő                   | Granada                       | 2-0            | 2-0            | 4-0        | [ 34 ] [ 35 ]  |
| 2020/21-es Európa-Liga        | Elődöntő                      | AS Roma                       | 6-2            | 2-3            | 8-5        | [ 105 ]        |
| 2020/21-es Európa-Liga        | Döntő                         | Villarreal                    | 1-1 10-11 (b.) | 1-1 10-11 (b.) | 1-1        | [ 37 ] [ 106 ] |
| Gólok összesen (Gólkülönbség) | Gólok összesen (Gólkülönbség) | Gólok összesen (Gólkülönbség) | 19-7 (+12)     | 19-7 (+12)     | 19-7 (+12) | 19-7 (+12)     |

### A hónap játékosa
| Poszt       | #  | Játékos         | Hónap      | F.      |
| ----------- | -- | --------------- | ---------- | ------- |
| középpályás | 8  | Juan Mata       | Szeptember | [ 107 ] |
| csatár      | 10 | Marcus Rashford | Október    | [ 108 ] |
| középpályás | 18 | Bruno Fernandes | November   | [ 109 ] |
| középpályás | 18 | Bruno Fernandes | December   | [ 110 ] |
| középpályás | 6  | Paul Pogba      | Január     | [ 111 ] |
| hátvéd      | 23 | Luke Shaw       | Február    | [ 112 ] |
| hátvéd      | 23 | Luke Shaw       | Március    | [ 112 ] |
| csatár      | 7  | Edinson Cavani  | Április    | [ 113 ] |
| csatár      | 7  | Edinson Cavani  | Május      | [ 114 ] |